# Kax
Der Kax (chinesisch 喀什河, Pinyin Kāshí Hé; Kax He; auch: Kasch) ist ein rechter Nebenfluss des Ili im Uigurischen Autonomen Gebiet Xinjiang im Nordwesten Chinas.
Der Kax entspringt im Irenchabirga, einem Teilgebirge des östlichen Tian Shan. Er fließt im Oberlauf in einem Längstal in westlicher Richtung durch den Kreis Nilka und mündet nach 350 km östlich von Gulja rechtsseitig in den Ili. Der Kax entwässert ein Areal von etwa 10.000 km². Der Fluss wird hauptsächlich von der Schneeschmelze und dem Schmelzwasser der Gletscher gespeist. Im Sommer kommt es alljährlich zu Überflutungen. Der mittlere Abfluss (MQ) beträgt 127 m³/s. Die höchsten Abflussmengen liegen bei über 700 m³/s. Das Wasser des Kax wird zur Bewässerung genutzt. Der Kax wird östlich von Nilka von der Jilintai-Talsperre aufgestaut.